# Matías Presa
Presa  Pírez est un nom espagnol. Le premier nom de famille, en général paternel, est Presa ; le second, en général maternel, souvent omis, est Pírez.
Alan Matías Presa Pírez (né le 17 octobre 1990 à Melo) est un coureur cycliste uruguayen.

## Biographie
En juillet 2019, il est provisoirement suspendu après un contrôle en avril révélant la présence de métabolite de cocaïne,.

## Palmarès sur route

### Par année
- 2010
  -  Champion d'Uruguay sur route espoirs
- 2012
  - Vuelta Chaná :
    - Classement général
    - 2e et 3e (contre-la-montre) étapes

  - 2e de la Rutas de América
- 2013
  - 1reb étape de la Doble Melo-Treinta y Tres (contre-la-montre par équipes)
- 2014
  - 1re étape de la Vuelta Chaná
  - 5eb étape de la Rutas de América (contre-la-montre)
  - 2eb (contre-la-montre par équipes) et 9e étapes du Tour d'Uruguay
  - Doble Melo-Treinta y Tres :
    - Classement général
    - 1re (contre-la-montre par équipes) et 2e étapes

  - 2e de la Vuelta Chaná
  - 2e de la Rutas de América
  - 3e du championnat d'Uruguay sur route
- 2015
  - 3e et 6e étapes de la Rutas de América
  - 5e et 10e étapes du Tour d'Uruguay
  - 2e du championnat d'Uruguay du contre-la-montre
  - 2e de la Rutas de América
- 2016
  - 2e étape de la Vuelta Chaná
  - 2e étape de la Rutas de América
  - 2e étape de la Doble Melo-Treinta y Tres (contre-la-montre par équipes)
  - 2e du championnat d'Uruguay du contre-la-montre
- 2017
  - Vuelta Chaná :
    - Classement général
    - 3e étape

  - 5e étape de la Rutas de América
  - 1re étape du Tour d'Uruguay
  - 2e étape du Tour de La Corogne
  - 1re étape du Grand Prix Jornal de Notícias
  - Vuelta a los Puentes del Santa Lucía
  - Doble Melo-Treinta y Tres :
    - Classement général
    - 1re et 2e (contre-la-montre par équipes) étapes

  - 2e du championnat d'Uruguay sur route
  - 2e de la Rutas de América
- 2018
  - Rutas de América :
    - Classement général
    - 1re, 2e (contre-la-montre), 5e (contre-la-montre) et 7e étapes

  - Doble Melo-Treinta y Tres :
    - Classement général
    - 2e (contre-la-montre par équipes) et 3e étapes
- 2019
  - 4e étape de la Doble Bragado
  - Vuelta Chaná :
    - Classement général
    - 3e étape (contre-la-montre)

  - Rutas de América :
    - Classement général
    - 3e et 4e étapes

  - 3e de la Doble Bragado
- 2023
  - 2e étape de la Clásica del Norte
  - Rutas de América : 
    - Classement général
    - Prologue et 2e étape

  - 7e étape du Tour de l'Uruguay
  - 3e de la Doble Melo-Treinta y Tres
- 2024
  - 3e de la Vuelta a los Puentes del Santa Lucía
- 2025
  - 2e étape de la Vuelta Ciclista Chaná
  - 3e étape des Rutas de America
  - 3e des Rutas de América

### Classements mondiaux
| Année                                 | 2012 | 2013 | 2014 | 2015 | 2016  | 2017  | 2018  |
| ------------------------------------- | ---- | ---- | ---- | ---- | ----- | ----- | ----- |
| Classement mondial                    |      |      |      |      | 1906e | 1829e | 1855e |
| UCI Europe Tour                       | nc   | nc   | nc   | nc   | nc    | 1799e | nc    |
| UCI America Tour                      | 48e  | nc   | nc   | 93e  | 314e  | 259e  | 219e  |
|                                       |      |      |      |      |       |       |       |
| Légende : nc = non classéSource : UCI |      |      |      |      |       |       |       |

## Palmarès sur piste

### Championnats d'Uruguay
- 2017
  -  Champion d'Uruguay de vitesse[3]
  -  Champion d'Uruguay du keirin[3]
  - 3e du championnat d'Uruguay de la course scratch[3]